# باباشمل (فیلم)

فردین و فروزان در صحنه‌ای از فیلم باباشمل

باباشمل فیلمی ایرانی به کارگردانی علی حاتمی محصول سال ۱۳۵۰ است. فردین، ناصر ملک مطیعی، فروزان و بهمن مفید از بازیگران اصلی این فیلم هستند.

## خلاصه داستان
باباشمل پس از درگیری کوچکی با لوطی حیدر در محله، با او دوست می‌شود. مدتی بعد، باباشمل به شوکت الملوک دل می‌بندد. اما لوطی حیدر نیز که از سال‌ها پیش شیفته شوکت الملوک بوده، برای آن که مانع ازدواج آنها نباشد، تصمیم می‌گیرد محله را ترک کند. باباشمل هم با وجود ازدواج با شوکت الملوک، تصمیم می‌گیرد به دنبال لوطی حیدر محله را ترک کند. شوکت برای ماندگار کردن باباشمل در محله، به سراغ لوطی می‌رود و از او می‌خواهد که از این سفر منصرف شود. لوطی حیدر می‌پذیرد. از طرفی، باباشمل به علاقه قبلی لوطی حیدر به شوکت آگاه می‌شود و همین موضوع باعث بدگمانی او در ملاقات آن دو می‌شود. به همین دلیل تصمیم به قتل لوطی می‌گیرد؛ اما حقیقت برای باباشمل روشن می‌شود و دو مرد به دوستی شان ادامه می‌دهند.